# St. Antonius Einsiedler (Eisborn)

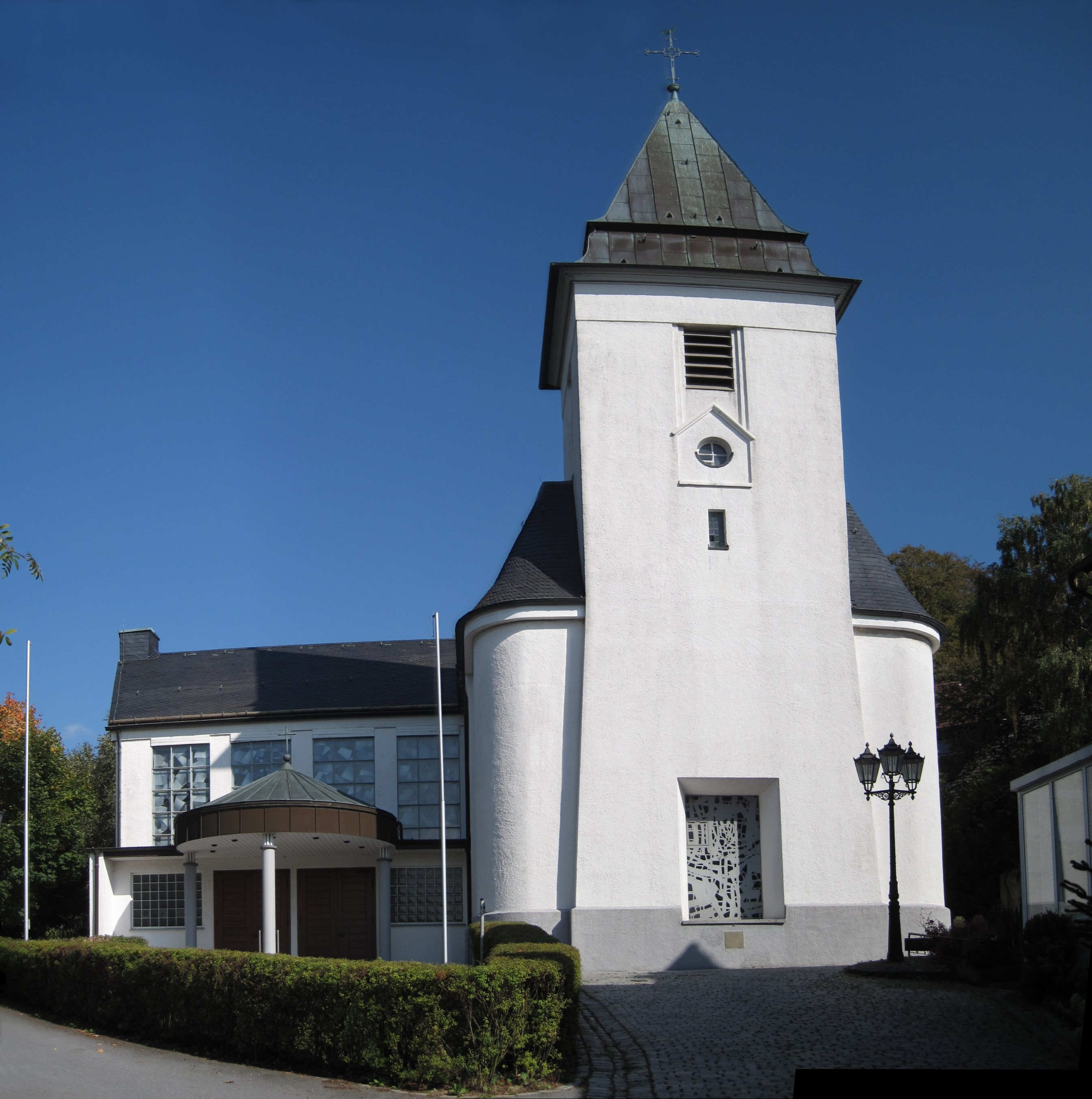
Pfarrkirche St. Antonius, 2009

Die  römisch-katholische Pfarrkirche St. Antonius Einsiedler ist ein ortsbildprägendes Kirchengebäude in Eisborn, einem Ortsteil von Balve im Märkischen Kreis (Nordrhein-Westfalen). Die Gemeinde gehört zum Pastoralverbund Balver Land.

## Geschichte und Architektur
Das Gebäude wurde 1827/28 nach Plänen des Landbaumeisters  E. Plahsmann errichtet. Der Turm wurde 1928 nach einem Entwurf des Architekten Josef Ferber aufgemauert und wird an beiden Seiten von abgerundeten Bauteilen flankiert. Die Kirche wurde zu klein und deswegen 1960/61 nach Entwürfen der Architekten Franz und Karl Heinz Vedder erweitert. Dabei wurde der neue Altarraum in das frühere Schiff verlegt. Die Sakristei fand ihren Platz im früheren, jetzt abgemauerten, Chor. In den turmseitigen Abschnitt wurde eine Empore eingebaut, deren Stützen bis in die bemalte, flache Decke reichen. Die Wandflächen des alten und des neuen Teiles sind in weiß gehalten, das Satteldach ist verschiefert. Die Kirche ist durch einen länglichen Eingangsraum mit Vordach erschlossen. Der Altarraum ist durch kleine seitliche Fenster belichtet. Vor der rückwärtigen Giebelwand steht die Orgel auf einem höheren Podium. Die Seitenwände sind durch vier rechteckige Fenster gegliedert, die Glasmalereien sind Arbeiten von Jochem Poensgen. Der Altar, der Ambo und die Kommunionbank sind im ursprünglichen Zustand erhalten.